# Chionaspis formosa
Chionaspis formosa är en insektsart som beskrevs av Green 1904. Chionaspis formosa ingår i släktet Chionaspis och familjen pansarsköldlöss. Inga underarter finns listade i Catalogue of Life.